# Tudo São Referências, Tudo São Memórias
Tudo São Referências, Tudo São Memórias é filme brasileiro dirigido por W. Tede Silva. Com duração de 84 minutos, a película conta a história da cidade de São Paulo em forma de música e poesia. Foi lançado no Espaço Unibanco e exibido em diversos países. Uma edição em DVD com apoio da APEOESP (Sindicato dos Professores de São Paulo), Ministério da Cultura e diversas empresas, foi distribuída às escolas públicas da cidade.